# ケダイネイ条約
ケダイネイ条約（ケダイネイじょうやく、英語: Treaty of KėdainiaiまたはKiejdany）は北方戦争中の1655年8月17日、スウェーデン帝国とリトアニア大公国の間で締結された条約。ポーランド軍がウィチュシュエの戦いで大敗した後、ポズナンとカリシュがスウェーデンに降伏、リトアニアのヘトマンヤヌシュ・ラジヴィウは戦争の中止を決定した。彼はケダイネイで締結されたこの条約において、スウェーデンの保護を受け入れた。さらに、ポーランド＝リトアニア共和国が解体されず、リトアニア軍がポーランド軍と戦わないことが定められた。しかし、条約の内容ではポーランドの支援の欠如が述べられた。10月20日、この条約はケダイネイ合同に取って代わられ、合同によりリトアニア大公国とスウェーデン帝国が合同した。